# Pool of Radiance
Pool of Radiance is een computerspel dat werd ontwikkel en uitgegeven door Strategic Simulations. Het spel kwam in 1988 uit voor Commodore 64 en DOS. Later volgde ook andere platforms. 

## Platforms
| Jaar | Platform                          |
| ---- | --------------------------------- |
| 1988 | Commodore 64, DOS                 |
| 1989 | Apple II, Macintosh, PC-88, PC-98 |
| 1990 | Amiga, NES, Sharp X1              |

## Ontvangst
| Beoordeeld door                       | Platform     | Datum         | Score |
| ------------------------------------- | ------------ | ------------- | ----- |
| HonestGamers                          | NES          | 12 juli 2004  | 100%  |
| ACE (Advanced Computer Entertainment) | Commodore 64 | december 1988 | 92%   |
| The Games Machine (GB)                | Commodore 64 | november 1988 | 89%   |
| Power Play                            | Amiga        | november 1990 | 85%   |
| Power Play                            | DOS          | maart 1989    | 84%   |
| ASM (Aktueller Software Markt)        | Commodore 64 | november 1988 | 83%   |
| Power Play                            | Commodore 64 | december 1988 | 82%   |
| Pixel-Heroes.de                       | Amiga        | april 2007    | 80%   |
| Game Freaks 365                       | NES          | 2006          | 80%   |
| Joker Verlag präsentiert: Sonderheft  | Commodore 64 | 1992          | 65%   |